# Hypolaena fastigiata
Hypolaena fastigiata är en gräsväxtart som beskrevs av Robert Brown. Hypolaena fastigiata ingår i släktet Hypolaena och familjen Restionaceae. Inga underarter finns listade i Catalogue of Life.